# 헤돈두
헤돈두(Redondo)는 포르투갈 에보라 현에 위치한 도시로, 인구는 6,990명이다.